# Club Juventud Cambados
Club Juventud Cambados (en gallego: Club Xuventude Cambados) es un club de fútbol con sede en el municipio de Cambados (Pontevedra) España. Actualmente milita en la tercera división RFEF, el quinto nivel del fútbol español. 
También cuenta con un equipo femenino.

## Historia
A finales de los años 1980, bajo la presidencia del narcotraficante Sito Miñanco, logró su mejor rendimiento deportivo. La temporada 2008/09 consiguió el ascenso al proclamarse campeón de Primera Autonómica de Galicia a falta de cuatro jornadas para el final del campeonato liguero. En la temporada 2010/2011 descendió a Primera Autonómica, Grupo 4.º, quedando terceros por la cola. En la temporada 2017/2018 lograron el ascenso a Preferente gracias a una victoria 2-0 contra el Portonovo en el campo de baltar.

## Temporadas
- Temporadas en 1.ª: 0
- Temporadas en 2.ª: 0
- Temporadas en 2.ªB: 3
- Temporadas en 3.ª: 12
- Mejor puesto en la liga: 4.º (2.ªB, temporada 1989/90)
- Participaciones en la Copa del Rey: 6